# اوستیکا
اوستیکا (به ایتالیایی: Ustica) یک جزیره و کومونه در ایتالیا است که در استان پالرمو واقع شده‌است.

## خصوصیات
اوستیکا ۸ کیلومترمربع مساحت و ۱٬۳۳۰ نفر جمعیت دارد و ۴۹ متر بالاتر از سطح دریا واقع شده‌است.

## نگارخانه

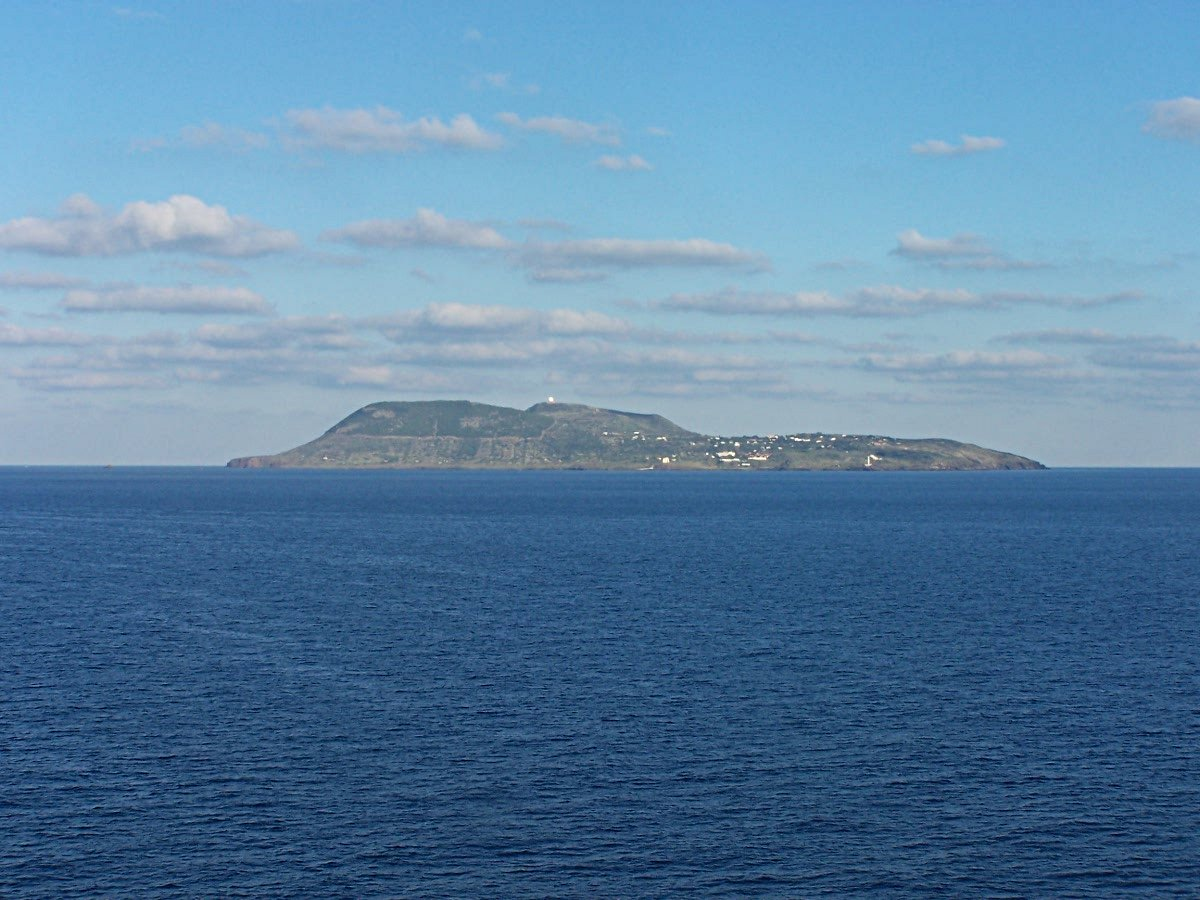